# Équipe du Luxembourg masculine de basket-ball
Cet article traite de l'équipe masculine. Pour l'équipe féminine, voir Équipe du Luxembourg féminine de basket-ball.
Maillots
L'équipe du Luxembourg masculine de basket-ball (en luxembourgeois : Lëtzebuergesch Basketballnationalequipe) est l'équipe nationale qui représente le Luxembourg dans les compétitions internationales masculine de basket-ball. Elle est placée sous l'égide de la Fédération luxembourgeoise de basket-ball (FLBB). L'équipe est affiliée à la FIBA depuis 1946.
Le Luxembourg a participé à l'EuroBasket à trois reprises, en 1946, 1951 et 1955. Son meilleur résultat a été une huitième place lors de sa première participation à la compétition en 1946. L'équipe du Luxembourg ne s'est jamais qualifiée pour les Jeux olympiques ni pour la coupe du monde.

## Histoire
À partir de cette période, le Luxembourg doit passer par des tournois de barrage avant de pouvoir participer aux phases de qualification pour le championnat d'Europe. L'équipe a ainsi pris part à l'EuroBasket Division C de 1988 à 2004 puis à l'EuroBasket Division B de 2005 jusqu'en 2011 en basket-ball, année de dissolution du système de divisions par la FIBA Europe. Seul subsiste un championnat d'Europe des petits pays (ex-EuroBasket Division C).
Le Luxembourg a pris part au tour de qualification 2012 de l'EuroBasket 2013.

## Résultats

### Palmarès
| Compétitions mondiales                             | Compétitions continentales |
| -------------------------------------------------- | -------------------------- |
| - Jeux olympiques - Néant - Coupe du monde - Néant | - EuroBasket - Néant       |

### Parcours auxChampionnats d'Europe

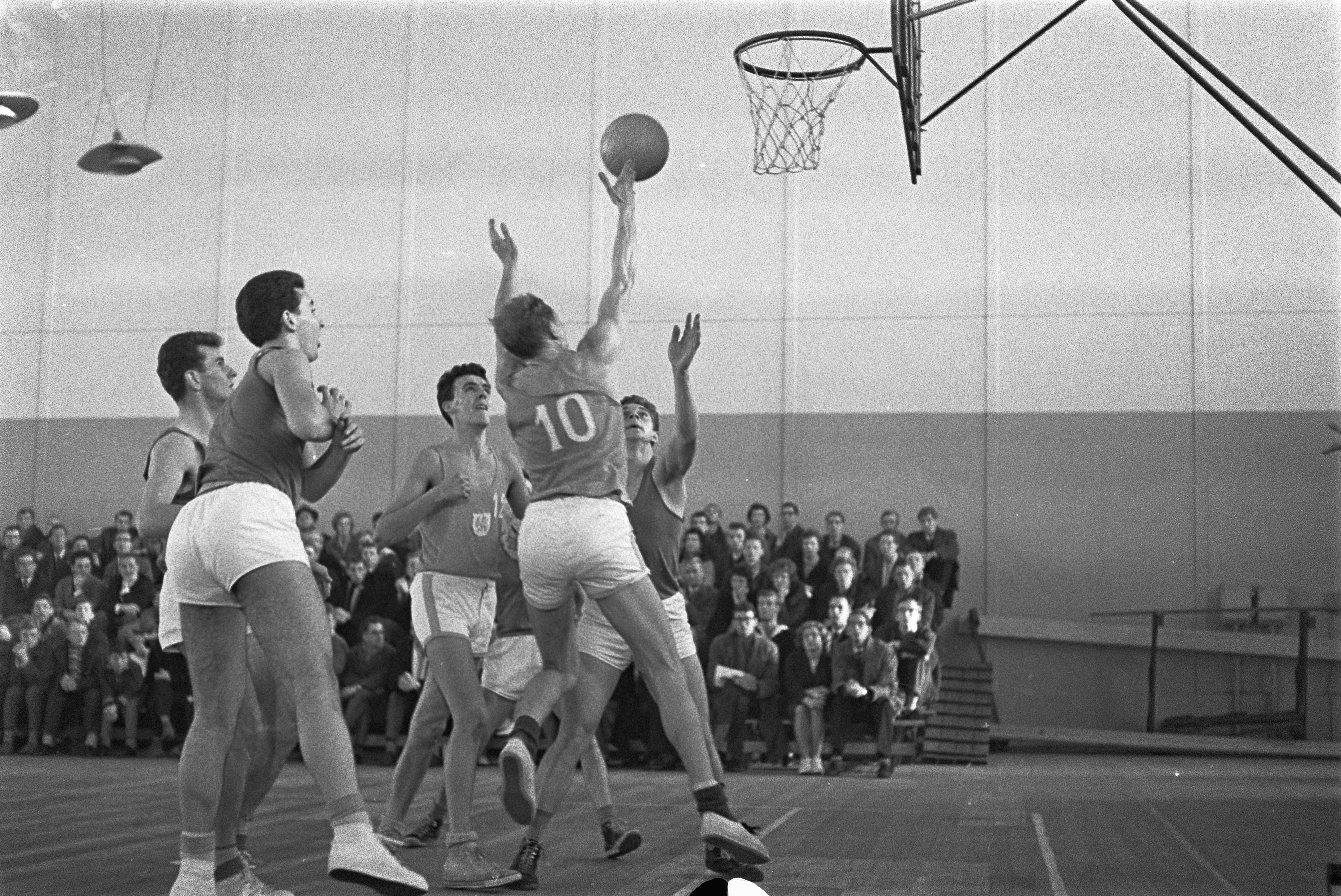
Rencontre amicale contre les Pays-Bas en 1959

- 1935 : NQ
- 1937 : NQ
- 1939 : NQ
- 1946 : 8e
- 1947 : 14e
- 1949 : NQ
- 1951 : 17e
- 1953 : NQ
- 1955 : 15e
- 1957 : NQ
- 1959 : NQ
- 1961 : NQ
- 1963 : NQ
- 1965 : NQ
- 1967 : NQ
- 1969 : NQ
- 1971 : NQ
- 1973 : NQ
- 1975 : NQ
- 1977 : NQ
- 1979 : NQ
- 1981 : NQ
- 1983 : NQ
- 1985 : NQ
- 1987 : NQ
- 1989 : NQ
- 1991 : NQ
- 1993 : NQ
- 1995 : NQ
- 1997 : NQ
- 1999 : NQ
- 2001 : NQ
- 2003 : NQ
- 2005 : NQ
- 2007 : NQ
- 2009 : NQ
- 2011 : NQ
- 2013 : NQ
- 2015 : NQ

### Parcours aux Championnats d'Europe (Division BetDivision C)
| Division C - 1988 : 4e - 1990 : - 1992 : - 1994 : 4e - 1996 : NA - 1998 : NA - 2000 : NA - 2002 : NA - 2004 : | Division B - 2005 : Groupe D (0V-6D), éliminé en phase de poules - 2007 : Groupe C (0V-8D), éliminé en phase de poules - 2009 : Groupe C (0V-8D), éliminé en phase de poules - 2011 : Groupe A (0V-6D), éliminé en phase de poules (dissolution de la division B) |

### Parcours auxJeux des petits États d'Europe
- 1985 : NA
- 1987 : NA
- 1989 : NA
- 1991 : NA
- 1993 : NA
- 1995 : [4]
- 1997 : NA
- 1999 : NA
- 2001 : NA
- 2003 :
- 2005 :
- 2007 :
- 2009 :
- 2011 : NT
- 2013 : -
- 2015 :

## Joueur(s) marquant(s)
- Alvin Jones

## Sélectionneurs successifs
- Frank Baum (2010-2013)
- Karsten Schul (2013-2014)
- Franck Mériguet (2014-2015)
- Ken Diederich (2015-)